# Martin Jürgens
Martin Jürgens (właśc. Hans-Martin Jürgens, ur. 30 stycznia 1944 w Braniewie w Prusach Wschodnich) – niemiecki pisarz, poeta i reżyser teatralny.

## Życiorys
Urodził się w Braniewie w rodzinie przybyłego tu z Saksonii-Anhaltu Hansa i rodowitej braniewianki Annemarie z domu Rohfleisch. Rodzice wzięli ślub w Braniewie 2 lipca 1942 roku. Rodzina zamieszkała przy Hindenburgstraße 62 (współcześnie ul. Kościuszki). Ojca nie poznał wcale, gdyż ten zginął w niewoli sowieckiej 30 listopada 1947 roku. Miał młodszego brata Christopha, urodzonego w 1945, który zmarł wkrótce po urodzeniu.
Martin Jürgens studiował w Monachium, Münsterze i Zurychu. W 1972 roku napisał dysertację na temat Roberta Walsera, zatytułowaną „Die Krise der Darstellbarkeit”. W 1980 habilitował się na podstawie pracy z zakresu socjologii sztuki pt. „Moderne und Mimesis”. Następnie pracował do końca 2000 roku jako wykładowca w szkole wyższej w Münster. Od 1981 roku pracował także jako reżyser w teatrze.